# NGC 4479
NGC 4479 este o galaxie lenticulară situată în constelația Părul Berenicei. A fost descoperită în 8 aprilie 1784 de către William Herschel. Se află la o distanță de 18,03 megaparseci de Pământ.